# The View
The View é um talk show criado pela jornalista Barbara Walters e exibido diariamente pela rede de televisão American Broadcasting Company (ABC) nos Estados Unidos desde 11 de agosto de 1997. Atualmente, em sua vigésima segunda temporada, o programa apresenta um grupo multi-geracional de mulheres, que discutem os "Tópicos Quentes" do dia, como notícias sociopolíticas e de entretenimento. Além dos segmentos de conversa, o show também realiza entrevistas com figuras proeminentes, como celebridades e políticos.

## Formato
Os créditos originais de abertura do programa incluíram a voz da criadora e produtora executiva da série, a jornalista Barbara Walters, explicando a premissa do programa e as credenciais de seus co-anfitriões:
| “ | Eu sempre quis fazer um show com mulheres de diferentes gerações, origens e visões: uma mãe que trabalhava (a jornalista de radiodifusão Meredith Vieira ); uma profissional em seus 30 anos (advogada Star Jones ); uma jovem que está começando (a recém-chegada Debbie Matenopoulos ); e então alguém que fez quase tudo e dirá quase tudo (comediante Joy Behar ). E em um mundo perfeito, eu me juntaria ao grupo sempre que quisesse ... | ” |

Walters descreveu o programa como "um programa de entrevistas com quatro ou cinco mulheres de diferentes origens, diferentes gerações e opiniões diferentes", que discutiria os tópicos do dia, misturando humor com debate inteligente. O show começa com um segmento no qual o painel se envolve em uma discussão referente a assuntos que vão da política a questões sociais, bem como à cultura pop, comumente referida como "Tópicos Quentes". Cada episódio apresenta vários segmentos de "Tópicos Quentes", que ocupam a maioria - se não todos - do programa do dia. As discussões são freqüentemente seguidas por uma entrevista com um convidado, geralmente uma celebridade promovendo um projeto. Cada programa é finalizado por um dos co-anfitriões, principalmente o moderador, fazendo as considerações finais: "Tenha um ótimo dia a todos e reserve um tempo para curtir a vista".

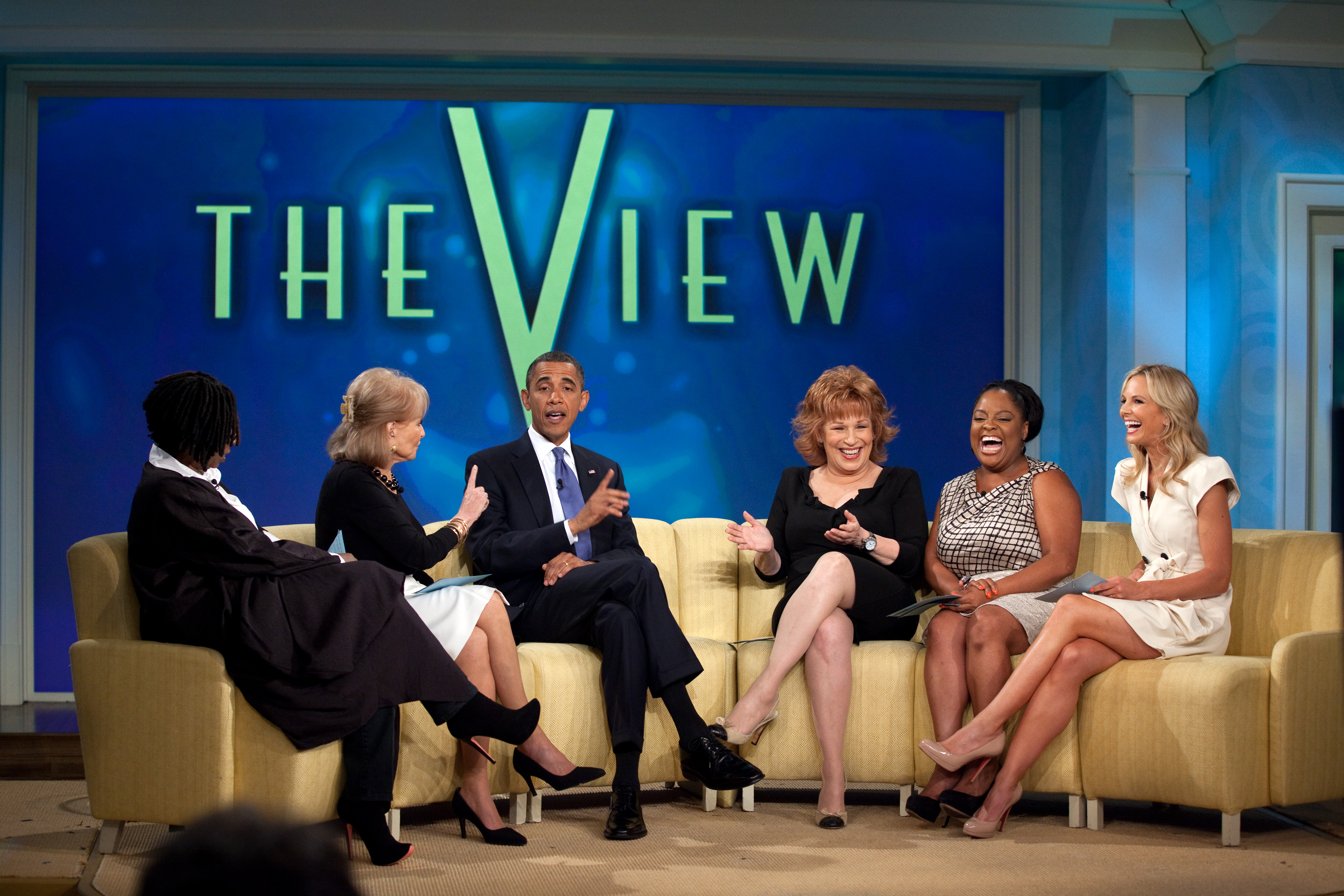
O plantel do The View com Barack Obama: Whoopi Goldberg, Barbara Walters, Joy Behar, Sherri Shepherd e Elisabeth Hasselbeck.

A décima segunda temporada do The View concentrou-se fortemente nos eventos relacionados à eleição presidencial dos Estados Unidos em 2008 e suas conseqüências. A décima terceira temporada do programa contou com a participação de convidados convidados do sexo masculino, entre eles estavam a personalidade de televisão Tom Bergeron, o ator D.L. Hughley, o jornalista Bryant Gumbel e o apresentador de rádio e televisão Joe Scarborough. As personalidades masculinas desde então começaram a servir como co-anfitriões convidados com mais freqüência, especificamente às sextas-feiras, apelidado de "Guy Day Friday". Após a aposentadoria de Walters, o programa foi visto como tendo se desviado das discussões políticas. Levando para a eleição presidencial dos Estados Unidos em 2016, o programa começou a se concentrar na política e reincorporou-a de volta às discussões de "Tópicos Quentes" desde então.

## Apresentadoras

### Cronología
| Meredith Vieira      | 1997–2006               |  |  |  |  |  |  |  |  |  |  |  |  |  |  |  |  |  |  |  |  |  |  |  |  |  |
| Star Jones           | 1997–2006               |  |  |  |  |  |  |  |  |  |  |  |  |  |  |  |  |  |  |  |  |  |  |  |  |  |
| Debbie Matenopoulos  | 1997–1999               |  |  |  |  |  |  |  |  |  |  |  |  |  |  |  |  |  |  |  |  |  |  |  |  |  |
| Joy Behar            | 1997–2013 2015–presente |  |  |  |  |  |  |  |  |  |  |  |  |  |  |  |  |  |  |  |  |  |  |  |  |  |
| Barbara Walters      | 1997–2014               |  |  |  |  |  |  |  |  |  |  |  |  |  |  |  |  |  |  |  |  |  |  |  |  |  |
| Lisa Ling            | 1999–2002               |  |  |  |  |  |  |  |  |  |  |  |  |  |  |  |  |  |  |  |  |  |  |  |  |  |
| Elisabeth Hasselbeck | 2003–2013               |  |  |  |  |  |  |  |  |  |  |  |  |  |  |  |  |  |  |  |  |  |  |  |  |  |
| Rosie O'Donnell      | 2006–2007 2014–2015     |  |  |  |  |  |  |  |  |  |  |  |  |  |  |  |  |  |  |  |  |  |  |  |  |  |
| Whoopi Goldberg      | 2007–presente           |  |  |  |  |  |  |  |  |  |  |  |  |  |  |  |  |  |  |  |  |  |  |  |  |  |
| Sherri Shepherd      | 2007–2014               |  |  |  |  |  |  |  |  |  |  |  |  |  |  |  |  |  |  |  |  |  |  |  |  |  |
| Jenny McCarthy       | 2013–2014               |  |  |  |  |  |  |  |  |  |  |  |  |  |  |  |  |  |  |  |  |  |  |  |  |  |
| Nicolle Wallace      | 2014–2015               |  |  |  |  |  |  |  |  |  |  |  |  |  |  |  |  |  |  |  |  |  |  |  |  |  |
| Rosie Perez          | 2014–2015               |  |  |  |  |  |  |  |  |  |  |  |  |  |  |  |  |  |  |  |  |  |  |  |  |  |
| Raven-Symoné         | 2015–2016               |  |  |  |  |  |  |  |  |  |  |  |  |  |  |  |  |  |  |  |  |  |  |  |  |  |
| Michelle Collins     | 2015–2016               |  |  |  |  |  |  |  |  |  |  |  |  |  |  |  |  |  |  |  |  |  |  |  |  |  |
| Candace Cameron Bure | 2015–2016               |  |  |  |  |  |  |  |  |  |  |  |  |  |  |  |  |  |  |  |  |  |  |  |  |  |
| Paula Faris          | 2015–2018               |  |  |  |  |  |  |  |  |  |  |  |  |  |  |  |  |  |  |  |  |  |  |  |  |  |
| Jedediah Bila        | 2016–2017               |  |  |  |  |  |  |  |  |  |  |  |  |  |  |  |  |  |  |  |  |  |  |  |  |  |
| Sara Haines          | 2016–2018 2020–presente |  |  |  |  |  |  |  |  |  |  |  |  |  |  |  |  |  |  |  |  |  |  |  |  |  |
| Sunny Hostin         | 2016–presente           |  |  |  |  |  |  |  |  |  |  |  |  |  |  |  |  |  |  |  |  |  |  |  |  |  |
| Meghan McCain        | 2017–2021               |  |  |  |  |  |  |  |  |  |  |  |  |  |  |  |  |  |  |  |  |  |  |  |  |  |
| Abby Huntsman        | 2018–2020               |  |  |  |  |  |  |  |  |  |  |  |  |  |  |  |  |  |  |  |  |  |  |  |  |  |

- Joy Behar (1997–2013, 2015 – presente)
- Star Jones (1997–2006)
- Debbie Matenopoulos (1997-1999)
- Meredith Vieira (1997–2006)
- Barbara Walters	(1997–2014)
- Lisa Ling (1999–2002)
- Elisabeth Hasselbeck	(2003–2013)
- Rosie O'Donnell (2006–2007, 2014–2015)
- Whoopi Goldberg	(2007–presente)
- Sherri Shepherd	(2007–2014)
- Jenny McCarthy (2013–2014)
- Rosie Perez (2014–2015)
- Nicolle Wallace	(2014–2015)
- Raven-Symoné (2015–2016)
- Candace Cameron	(2015–2016)
- Michelle Collins	(2015–2016)
- Paula Faris (2015–2018)
- Jedediah Bila (2016–2017)
- Sara Haines (2016–2018)
- Sunny Hostin	(2016–presente)
- Meghan McCain (2017–presente)
- Abby Huntsman	(2018–presente)